# The Korea Herald
The Korea Herald ist eine südkoreanische Tageszeitung, die in englischer Sprache veröffentlicht wird. Die Zeitung ist Teil von Herald Media und ist Mitglied des Asia News Network.

## Geschichte
Die Zeitung wurde erstmals im August 1953 als The Korean Republic veröffentlicht. 1965 wurde die Zeitung in The Korea Herald umbenannt.
1995 richtete die Zeitung die Webseite koreaherald.com ein. Diese hat aktuell (Stand: 2011) mehr als 40.000 Besucher pro Tag.

## „Insight into Korea“-Buchserie
2007 startete die Korea Herald eine Buchserie mit dem Titel „Insight into Korea“, 20 Jahre nach den Protesten von 1987, welche Südkorea in die Demokratie führten. Die Serie sollte eine ausführliche Analyse der Veränderungen Südkoreas innerhalb der vergangenen 20 Jahre bereitstellen. The Korea Herald veröffentlichte dazu acht Bücher: Insight into Korea, Social Change in Korea, Political Change in Korea, A New National Strategy for Korea, Korean Wave, Big Bang in Capital Market, Financial Industry at a Crossroads und Insight into Dokdo.